# 青森県道15号橋向五戸線
青森県道15号橋向五戸線（あおもりけんどう15ごう はしむかいごのへせん）は、青森県八戸市から三戸郡五戸町に至る県道（主要地方道）である。

## 概要
八戸市市川町で青森県道19号八戸百石線と青森県道29号八戸環状線から分岐し、八戸市街地北部を通り国道45号八戸バイパス・八戸自動車道を横切り五戸川とほぼ並行し、国道4号に合流する。

### 路線データ
- 起点 : 八戸市大字市川町字橋向[1]（県道19号・県道29号交点）
- 終点 : 三戸郡五戸町[1]（国道4号交点）

## 歴史
- 1961年（昭和36年）2月10日 - 県道に認定される[1]。
- 1993年（平成5年）5月11日 - 建設省により県道橋向五戸線が主要地方道橋向五戸線に指定される[2]。

## 路線状況

### 重複区間
- 青森県道113号五戸六戸線（三戸郡五戸町花道川原 - 三戸郡五戸町西ノ沢）

## 地理

### 交差する道路
- 青森県道19号八戸百石線・青森県道29号八戸環状線（八戸市大字市川町、起点）
- 青森県道19号八戸百石線（八戸市大字市川町）
- 青森県道141号市川下田停車場線（八戸市大字市川町）
- 国道45号八戸バイパス（八戸市市川町）
- 青森県道8号八戸野辺地線（八戸市市川町）
- 青森県道20号八戸三沢線（三戸郡五戸町上市川）
- 青森県道214号苫米地兎内線（三戸郡五戸町兎内）
- 青森県道113号五戸六戸線（三戸郡五戸町花道川原）
- 青森県道113号五戸六戸線（三戸郡五戸町西ノ沢）
- 国道4号（三戸郡五戸町二本柳、終点）

### 沿線の施設など
- 八戸市役所市川支所
- 五戸町立上市川小学校
- 五戸総合病院